# Bacino delle Fær Øer-Shetland
Il bacino delle Fær Øer-Shetland è un bacino sedimentario formatosi prevalentemente per attività di rifting durante il Mesozoico, e che è posizionato tra le isole Fær Øer e le Isole Shetland.
Dagli anni 1960 è sede di esplorazioni di idrocarburi che hanno portato alla scoperta di importanti giacimenti di petrolio e gas, come il campo petrolifero Clair, che ha una riserva stimata in 5 miliardi di barili di petrolio.

## Struttura
Il bacino ha un andamento SW-NE ed è suddiviso in una serie di sottobacini caratterizzati da creste e picchi. La conformazione geometrica è meno chiara sul lato nordoccidentale a causa della presenza di spessi flussi basaltici risalenti al Paleocene superiore. anche dove i flussi lavici sono assenti, lo sviluppo di grandi complessi di siltite rende difficile l'imaging sismico ai livelli più profondi.

## Sviluppo tettonico
Il primo periodo di rifting identificato nell'area viene fatto risalire al Devoniano, associato allo sviluppo del bacino Orcadiano. Le rocce di questo periodo sono identificabili nelle catene montuose Rona e Corona. Il fagliamento sembra essere continuato durante il Carbonifero con rocce di questo periodo preservate localmente al di sopra di quelle devoniane. Tra il Permiano e il Triassico si formarono spesse sequenze di depositi continentali in una serie di bacini, come il bacino Papa. Il periodo più intenso di rifting iniziò durante il Giurassico medio, continuò nel Giurassico superiore e probabilmente anche oltre. Fu a questo punto che il bacino delle Fær Øer-Shetland assunse l'attuale conformazione. Ci fu un ulteriore episodio di rifting tra il Cretacico superiore e il Paleocene che modificò localmente i bacini esistenti e diede luogo a nuovi centri deposizionali come il sub-bacino Foinaven. Alla fine del Paleocene, l'area fu soggetta a magmatismo associato alla Provincia magmatica del Nord Atlantico e una breve fase di sollevamento. La fase finale dell'evoluzione tettonica fu una inversione localizzata che avvenne tra l'Eocene e il Miocene e diede luogo alla formazione di importanti anticlinali.

## Esplorazione di idrocarburi
La presenza di idrocarburi è stata scoperta in giacimenti dell'Archeano, Devoniano, Carbonifero, Triassico, Giurassico, Cretaceo, Paleocene e Eocene, in una mistura di trappole stratigrafiche e strutturali.